# 蘇拉河 (尼曼河支流)

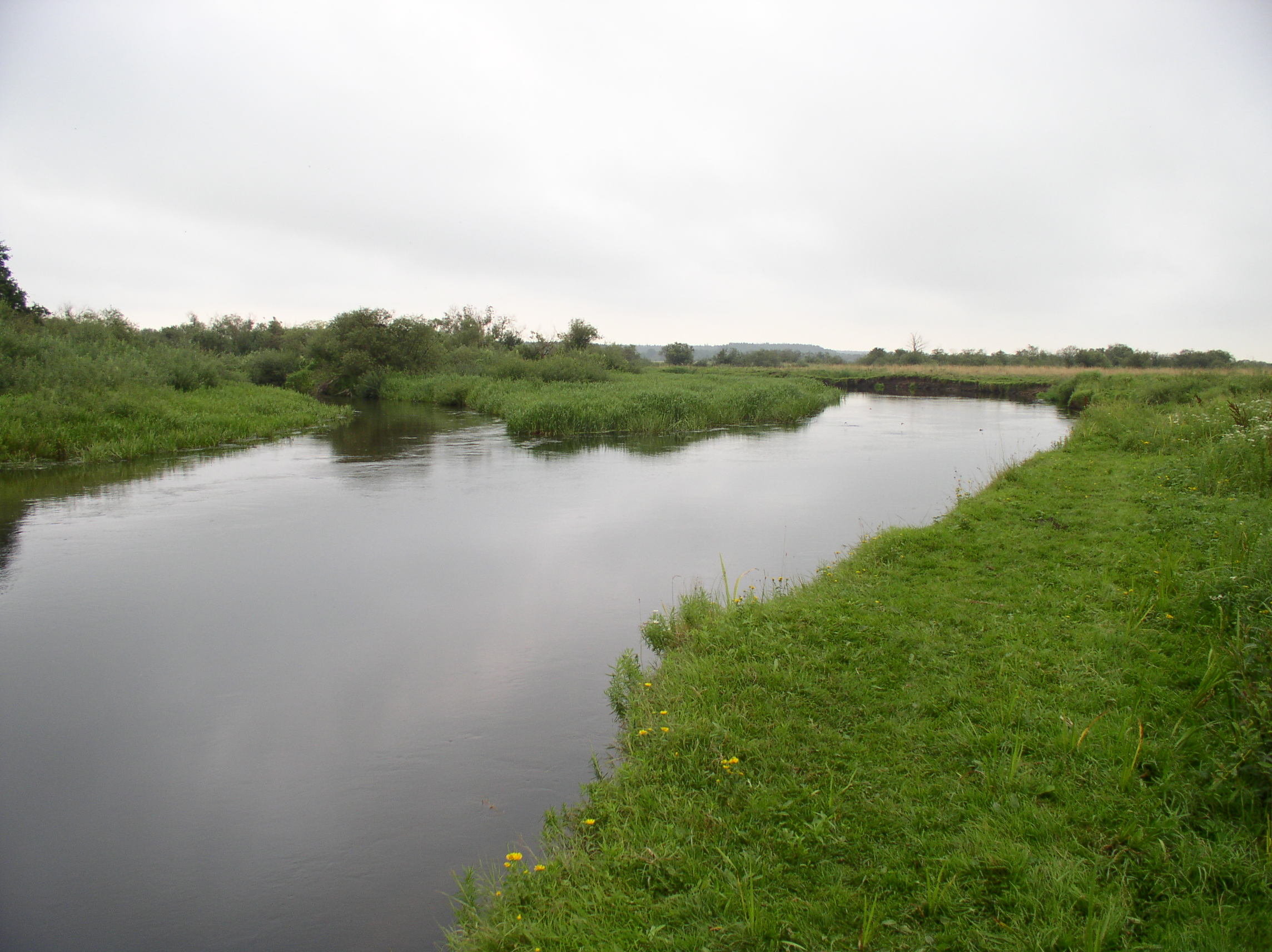
尼曼河及蘇拉河交匯處

蘇拉河（白俄羅斯語：Сула）是白俄羅斯的河流，屬於尼曼河的右支流，由明斯克州負責管轄，河道全長76公里，流域面積520平方公里，流經明斯克高地西南部。